# Са'рана, бижутерија и по који капут
Са'рана, бижутерија и по који капут је српски филм из 2023. године у режији Петра Пашића.
Филм је премијерно приказан на стриминг платформи Аполон 27. јануара 2023. године.

## Радња
Прича прати духовите моменте око једне наизглед сасвим обичне сахране.
Након мајчине смрти, синови се враћају у родно село како би припремили сахрану.
По доласку сазнају да је њена жеља била да је сахране са медаљоном који има непроцењиву вредност.
Будући да су у великим дуговима, схватају да им тај медаљон може решити проблеме и одлучују се да га украду.
Међутим, један почиње да одмаже другом у тој намери...

## Улоге
| Глумац                | Улога       |
| --------------------- | ----------- |
| Зоран Карајић         | Миле        |
| Миливоје Станимировић | Станко      |
| Немања Јаничић        | Младен      |
| Олга Одановић         | тетка Винка |
| Борис Миливојевић     | Драган      |
| Стефан Андрејић       | Васа        |
| Марина Ћосић          | Сара        |
| Марија Гашић          | Зорица      |
| Момчило Мурић         | Жица        |
| Дејан Тончић          | Ципирипи    |
| Бранко Видаковић      | адвокат     |
| Ана Радовић           | Мара        |
| Владан Јанковић       | поп         |